# コモンウェルスユースゲームズ
コモンウェルスユースゲームズ（英語:Commonwealth Youth Games）はコモンウェルスゲームズのユース版で、18歳以下を対象とした総合競技大会である。発足当初はコモンウェルスゲームズの中間年に開催されたが、2011年の第4回大会からはコモンウェルスゲームズの翌年に行われていたが、2017年の第6回大会からはコモンウェルスゲームズの前年に開催される。

## 開催地
- 第1回大会 2000年8月10日 - 8月14日 エディンバラ（スコットランド）
- 第2回大会 2004年11月30日 - 12月3日 ベンディゴ（オーストラリア）
- 第3回大会 2008年10月12日 - 10月18日 プネー（インド）
- 第4回大会 2011年9月7日 - 9月14日 ダグラス（マン島）
- 第5回大会 2015年9月5日  - 9月11日 アピア（サモア）
- 第6回大会 2017年7月19日  - 7月23日 カストリーズ（セントルシア）
- 第7回大会 2023年 ポート・オブ・スペイン（トリニダード・トバゴ）